# Buckeye Township (Illinois)
Die Buckeye Township ist eine von 18 Townships im Stephenson County im Nordwesten des US-amerikanischen Bundesstaates Illinois.

## Geografie
Die Buckeye Township liegt Nordwesten von Illinois, rund 5 km südlich der Grenze zu Wisconsin. Der Mississippi, der die Grenze zu Iowa bildet, befindet sich rund 80 km westlich.
Die Buckeye Township liegt auf 42°24′00″ nördlicher Breite und 89°37′00″ westlicher Länge und erstreckt sich über 93,23 km².
Die Buckeye Township liegt im nördlichen Zentrum des Stephenson County und grenzt im Norden an die Oneco Township, im Nordosten an die Rock Grove Township, im Osten an die Dakota Township, im Südosten an die Lancaster Township, im Südwesten an die Harlem Township und im Westen an die Waddams Township.

## Verkehr
In Nord-Süd-Richtung verläuft die Illinois State Route 26 durch die gesamte Township und kreuzt in deren Zentrum den County Highway 19. Die Südgrenze der Township bildet der County Highway 5. Der County Highway 7 durchläuft die Township in der äußersten nordwestlichen Ecke. Alle weiteren Straßen sind untergeordnete und zum Teil unbefestigte Fahrwege.
Der nächstgelegene Flugplatz ist der rund 20 km südlich gelegene Albertus Airport bei Freeport, dem Zentrum der Region.

## Bevölkerung
Bei der Volkszählung im Jahr 2010 hatte die Township 1359 Einwohner. Neben Streubesiedlung gibt es in der Buckeye Township folgende Siedlungen:
Villages
- Cedarville1
- Orangeville2

Unincorporated Communities
- Buckhorn Corners
- Buena Vista
- Red Oak

1 - teilweise in der Harlem und der Lancaster Township

2 - überwiegend in der Oneco Township